# ブッフェル装甲兵員輸送車
ブッフェル装甲兵員輸送車（アフリカーンス語: Buffel、バッファローの意）は、南アフリカ共和国がウニモグをベースに設計した装甲兵員輸送車である。

## 開発
1966年以降、南アフリカ国防軍は、ナミビアの独立を要求する南西アフリカ人民機構（SWAPO）との戦闘状態に入っていた。さらに1975年にアンゴラが独立してからはナミビアを経由してアンゴラ内戦中のアンゴラ全面独立民族同盟（UNITA）を支援したり、陸・空軍を侵攻させたりして直接間接の両面における軍事介入を行っていた（南アフリカ国境戦争）。
南アフリカの侵攻に対して、アンゴラ政府軍やキューバ軍は、対戦車地雷による待ち伏せ攻撃を多用したため、これらによる車両と兵員の損失を防ぐために開発された。

## 概要
操縦席は、イギリス製のAT105 サクソンやシンバ装甲兵員輸送車(en)と同様に助手席が存在せず、左側に偏った操縦席は兵員区画から独立している。兵員輸送区画は、地雷の爆風を左右に逃がすようにV字型の底部を持っており、屋根の無いオープンヘッドのため、兵員はそこから身を乗り出して射撃を行うことができる。ただし、兵員区画には側面部や背面部に乗降用のドアが無く、側面部から壁面をはしごで上り下りしなければならないので、兵員の迅速な乗降に支障をきたしている。地雷の爆発エネルギーを逃がすため、車輪に注水することがあり、その場合、1輪あたり500kgの重量増となる。
ブッフェルは、あまり乗り心地が良くなく、長時間の兵員搭乗に難点があり、南アフリカ国防軍ではより洗練された設計のマンバ装甲兵員輸送車やキャスパー装甲兵員輸送車などに更新され、ナミビアやウガンダ・スリランカに売却された。なお、スリランカに売却されたブッフェルは、スリランカ内戦においても活躍している。

## 派生型

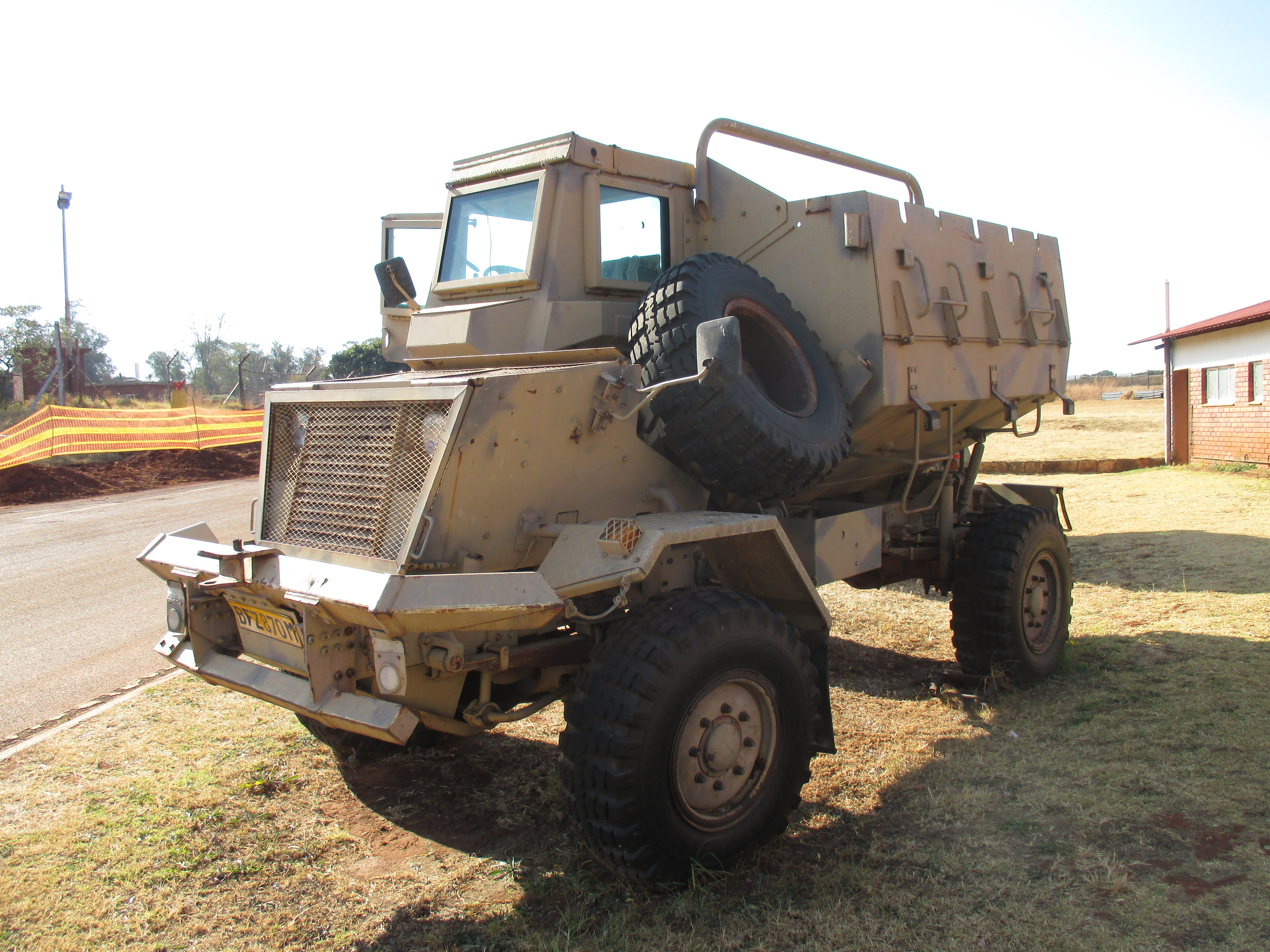
ブルドッグ

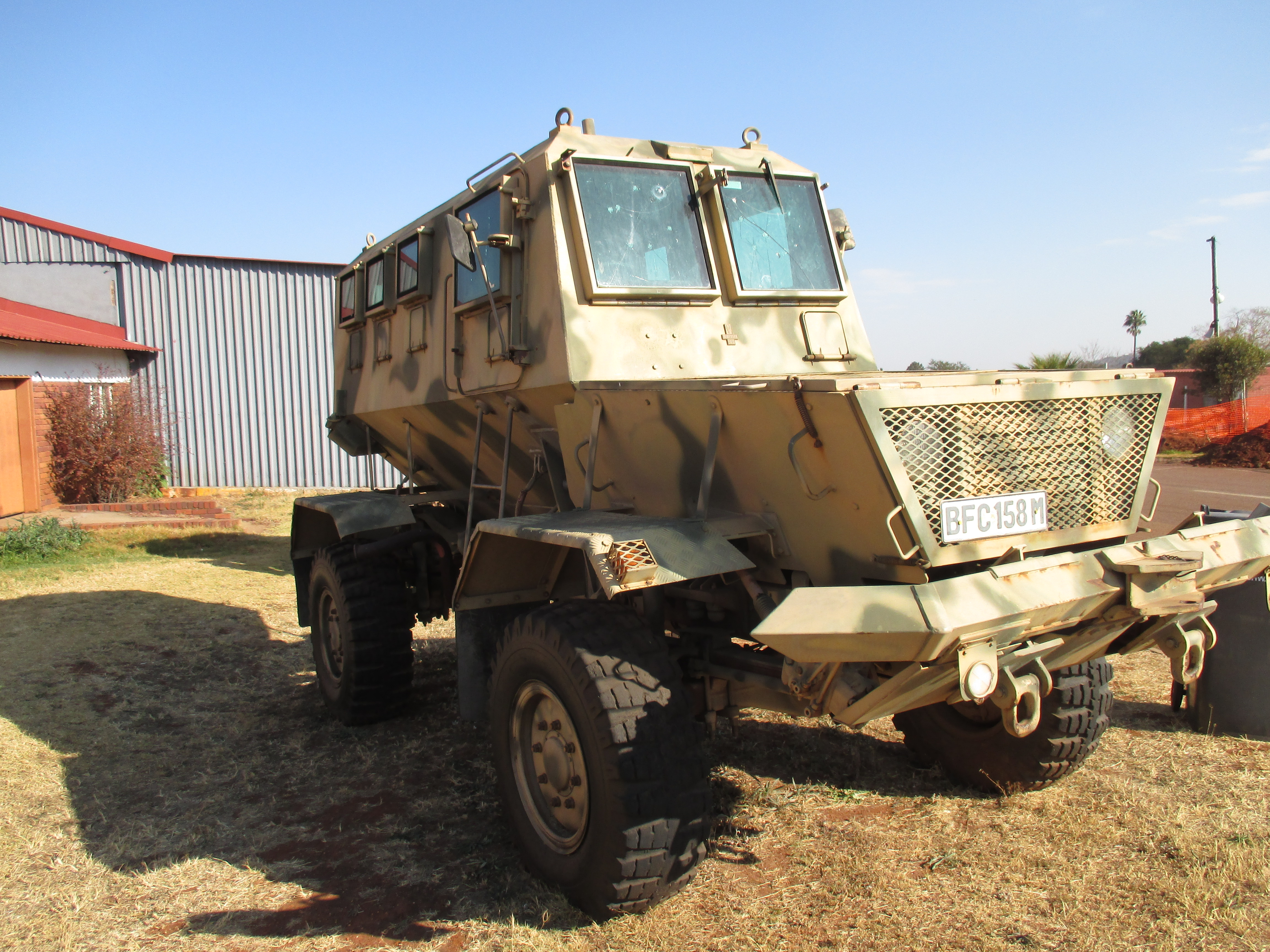
ライノ

ブッフェル
オリジナル初期型。
ブッフェル Mk.1
エンジンとバンパーを改良。
ブッフェル Mk.2 A/B
兵員区画に屋根と後部乗降ドアを設け、側面と後部に防弾ガラスをはめ込んだ大型の窓を設置。Mk.1を改造して製造。
ログ・ブッフェル（Log Buffel）
補給用の物資運搬車両。
モッフェル（Moffel）
大型の荷物を積載可能なように、オープン式の荷台を搭載した型。
ブルドッグ
SAMIL 20軍用トラックをベースに製造された型で、右側に操縦席がある。
ライノ
ブルドッグの改良型で、操縦席が兵員区画と一体化されている。
ユニコーン
スリランカで製造されている、ブッフェルの初期型仕様。
ユニブッフェル
スリランカで製造されているブッフェルMk.1で、タタ・モーターズ製のエンジンを搭載。

## 採用国
- 南アフリカ共和国
- ナミビア
- スリランカ
- ウガンダ